# 이이 나오치카
이이 나오치카(일본어: 井伊 直親 いい なおちか[*])는 센고쿠 시대의 무장이다. 이마가와 씨의 가신. 도토미국의 고쿠진 이이씨 당주.

## 생애
덴분 13년(1544년), 오노 마사나오의 참언에 의해 아버지를 이마가와 요시모토에게 주살 당하자, 한층 더 주살 대상이 될 수 밖에 없었던 어린 나오치카는 가신을 따라 이이노야를 나왔다. 조부인 나오히라에게서 료탄지의 주지에게 초빙된 분슈쿠즈이이쿠젠지(文叔瑞都禅師)와의 연을 의지하여, 다케다의 영지였던 시나노국 이나군 쇼겐지로 무사히 달아났다. 성인이 된 후, 고지 원년(1555년)에 이이노야로 돌아와 호우다(시즈오카현 하마마쓰시 기타 구 호소에 정)를 거점으로 하였다.
에이로쿠 3년(1560년), 사촌형이자 양부이기도 했던 나오모리가 오케하자마 전투에서 전사하여 집안을 이어 받는다. 하지만 당시의 도토미국은 「엔슈 착란(遠州錯乱)」이라고 불리는 혼란한 상태였으며, 나오치카는 오노 마사나오의 아들 오노 미치요시의 참언에 의해 주군 이마가와 우지자네에게 마쓰다이라 모토야스(훗날의 도쿠가와 이에야스)와 내통하고 있다는 의심을 받는다. 연척인 니노 지카노리의 중재로, 진사를 위해 슨푸로 가는 도중인 에이로쿠 5년 12월 14일(1563년 1월 8일) 혹은 동년 3월 2일, 가케가와 성에서 이마가와 가문의 중신 아사히나 야스토모의 습격을 받아 살해당했다. 향년 27세.
나오치카가 살해당한 배경에는, 지배영역이 미가와에 가까운 이이 씨 중에서도 친 이마가와파와 반 이마가와파가 정치적인 대립이 있었으며, 나오치카가 반 이마가와파에서 모토야스에게 접근하여 오노가 친 이마가와파일지도 모른다고 했다는 지적이 있다.
이로인해 이이 씨는 일시적으로 쇠퇴하였다. 집안의 당주 자리는 양부 나오모리의 딸이자 옛 약혼녀였던 나오토라가 이었다. 장남 도라마쓰는 미가와의 호라이지 등에 숨겨졌고 15세에 도쿠가와 이에야스를 섬김과 동시에 나오토라를 대신하여 당주가 되어, 훗날 도쿠가와 사천왕 중 한명인 나오마사가 되었다. 또 도토미 국이 이에야스의 지배지가 된 후 나오치카의 무죄가 증명되어, 참언을 했던 오노 미치요시는 사형당하여 머리가 효수되었다.
더구나 구체적인 사적으로는 부족하지만, 도토미 국에서 도망칠 때 나오치카를 죽이려 했던 오코노지로를 복귀 후에 기략을 짜 성공과 실패를 했다고 하는 전승되는 이야기나 피리의 명수로 도망칠 때에 도움을 받았던중에게 애용하는 피리(청엽 피리)를 기진하였다는 이야기 등이 있다.

## 관련 작품
- 여자 성주 나오토라(2017년, NHK 대하드라마, 배우：미우라 하루마)